# Капранова Ольга Сергіївна
Ольга Капранова (рос. Ольга Сергеевна Капранова; нар. 6 грудня 1987) — російська гімнастка (художня гімнастика).

## Досягнення
- Чемпіонка світу: 2003 (команда), 2005 (індивідуальне багатоборство, скакалка, м'яч, клуби, команда), 2007 (команда, обруч, клуби), 2009 (команда)
- Срібна призерка чемпіонату світу: 2007 (скакалка)
- Бронзова призерка чемпіонату світу: 2007 (індивідуальне багатоборство)
- Чемпіонка Європи: 2005 (м'яч, команда), 2007 (обруч, команда), 2009 (команда)
- Срібна призерка чемпіонату Європи: 2005 (скакалка, клуби), 2007 (клуби)
- Бронзова призерка чемпіонату Європи: 2007 (скакалка), 2008 (індивідуальне багатоборство)
- Заслужений майстер спорту Росії